# Eupalamus flavoventralis
Eupalamus flavoventralis là một loài tò vò trong họ Ichneumonidae.